# Český egyptologický ústav

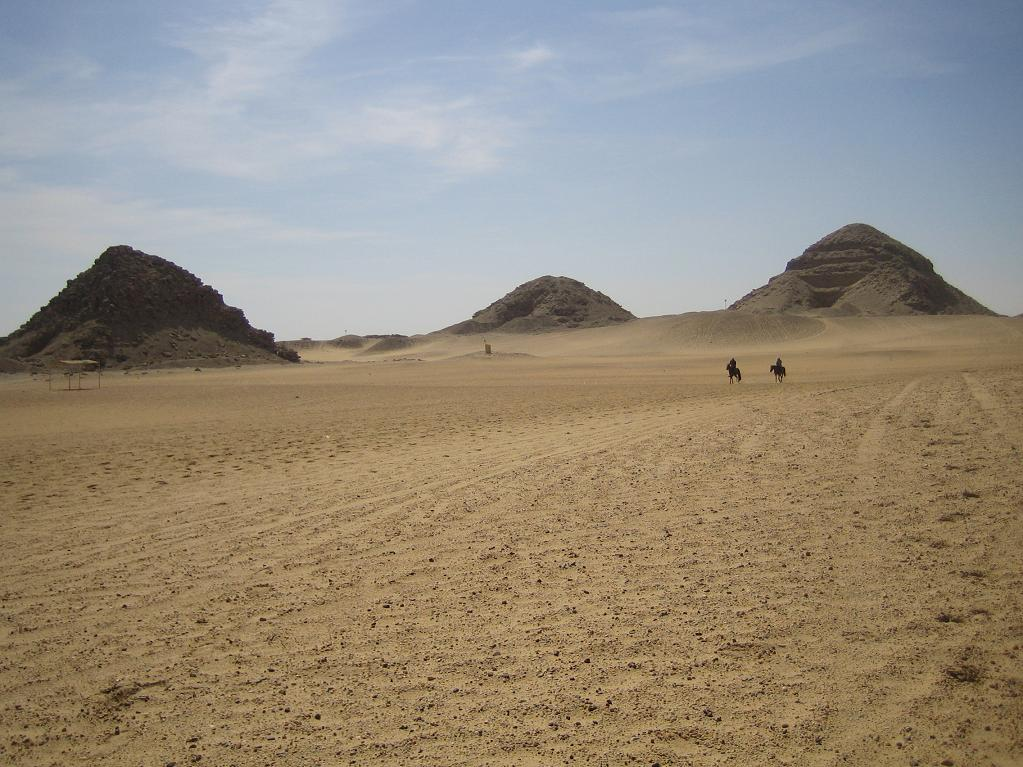
Pyramidy v Abúsíru

Český egyptologický ústav (ČEgÚ) je ústav věnující se vědecké a pedagogické činnosti v oblasti egyptologie. Je součástí Filozofické fakulty Univerzity Karlovy. Zpracovává a publikuje výsledky vlastního bádání na archeologických lokalitách v Egyptě a egyptologii popularizuje.

## Založení
Ústav byl založen pod názvem Československý egyptologický ústav FF UK v roce 1958. O rok později bylo založeno pracoviště v Káhiře. Od založení ČEgÚ do své smrti v roce 1971 vedl ústav Zbyněk Žába, který byl žákem Františka Lexy, zakladatele české egyptologie na Karlově univerzitě v Praze.
Podnětem k založení byla akce UNESCO v oblasti dnešní Asuánské přehrady. Ústav zde prováděl záchranný výzkum Núbijských památek na dvou asi padesátikilometrových úsecích nilského údolí.

## Výzkum

### 1958–1960
V letech 1958–1960 prováděl ústav záchranný výzkum památek ohrožených vodami dostavované Asuánské přehrady. ČEgÚ získal dvě koncese na dva úseky nilského údolí. Oba úseky byly dlouhé asi padesát kilometrů a byly nazvány Severní a Jižní koncese. Severní koncese začínala u Naga el-Birba poblíž Kaláby a končila u Gerf Husein. Jižní koncese sahala od Naga el-Dóm po Naga Abú Šanak.
ČEgÚ zde dokumentoval skalní kresby a nápisy kultur starověké Núbie od raně dynastického po římské období. Také archeologicky prozkoumal pohřebiště kamenných mohyl Wádí Qitna a Kalábša z pozdně římské až byzantské doby. Znovu objevil římský Jižní chrám v Táfě, který byl ztracen v 19. století pod nánosy nilského bahna, a prozkoumal římskou pevnost v Kertásí. Ta byla součástí římského opevnění v Núbii.

### 1960–1974

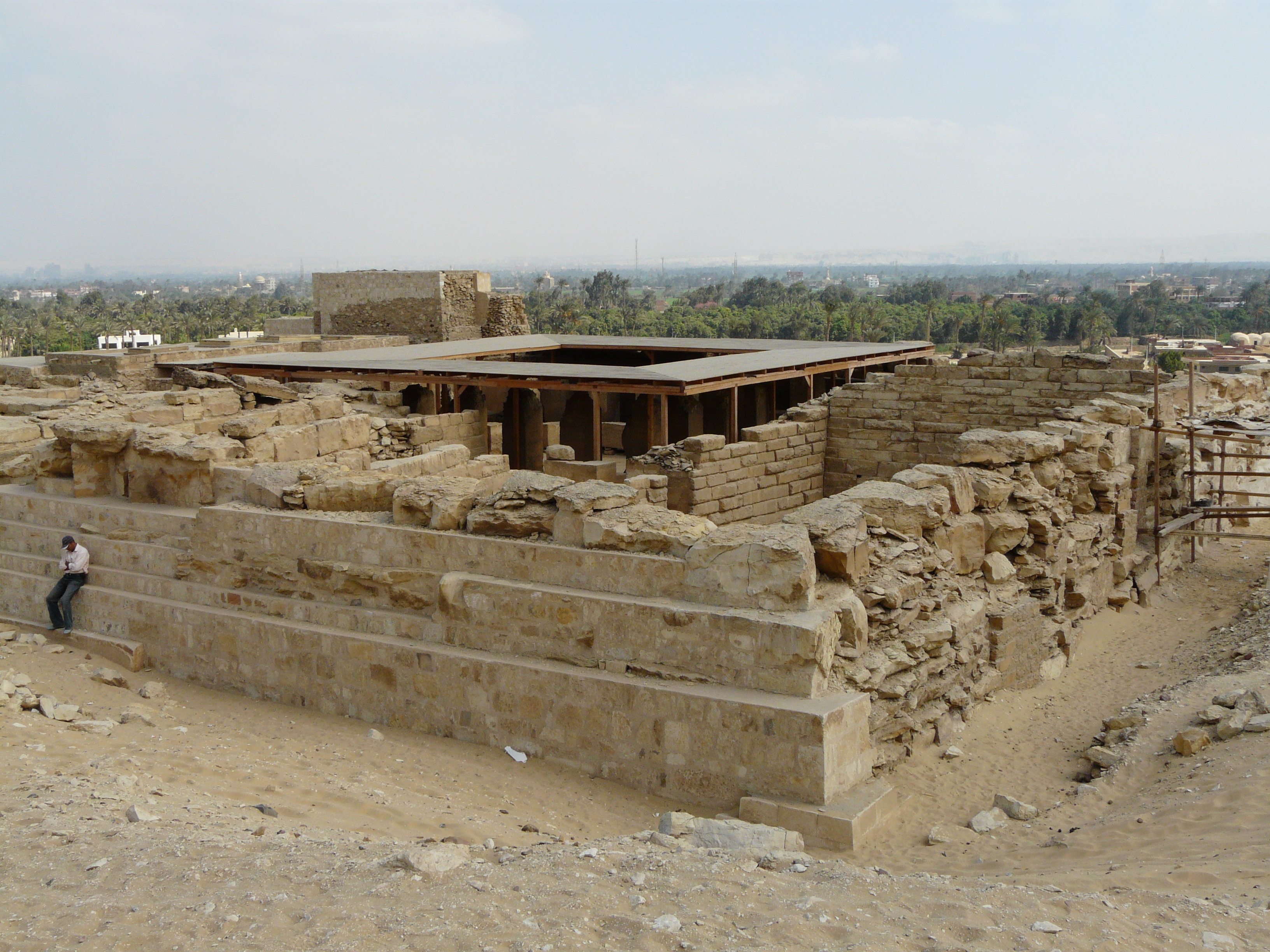
Ptahšepsesova mastaba

V letech 1960–1974 prováděl ČEgÚ v Abúsíru výzkum mastaby vezíra Ptahšepsese. Ptahšepses žil v období 5. dynastie a vzal si za manželku dceru faraona Niuserrea. Jeho hrobka patří mezi největší dochované nekrálovské pohřební stavby a její architektura obsahuje i některé prvky používané pouze u královských pyramidových komplexů. Je to například otevřený dvůr, místnost sluneční bárky a sedlová střecha v pohřební komoře.

### 1976–dosud
Od roku 1976 provádí ústav výzkum na pyramidovém Jižním poli v Abúsíru poblíž hlavního města staré říše Mennoferu. Získaná koncese byla rozdělena na tři části – Východní, Centrální a Západní.

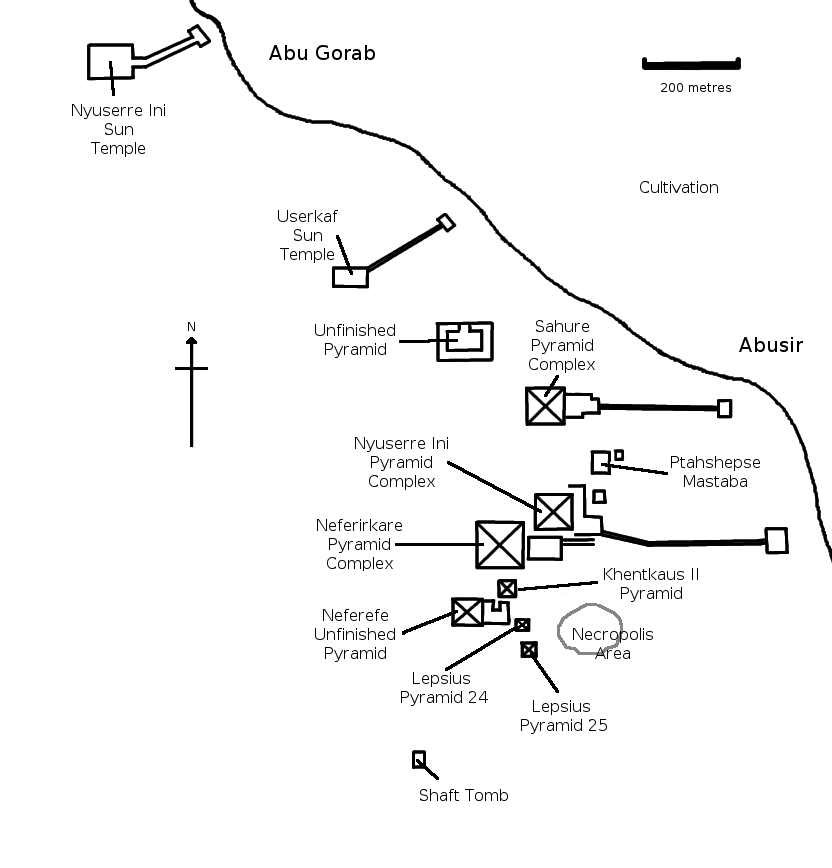
Plán Abúsíru

V Abúsíru jsou realizovány tři dlouhodobé výzkumné projekty ústavu. Prvním projektem je výzkum pyramidových komplexů nacházejících se v Centrální části. Byl zde odkryt pyramidový komplex královny Chentkaus II., která po předčasné smrti svého manžela faraona Neferirkarea vládla jako regentka místo svého syna Raneferefa. Proto si mohla v malých rozměrech postavit pyramidový chrám jako panovník. V chrámu královny Chentkaus II. byly nalezeny pozůstatky papyrových chrámových archivů (označované jako Abúsírský archiv I, II a III) obsahující dokumenty především hospodářského a administrativního charakteru a informace o abúsírských stavbách, které prozatím nebyly objeveny.
V 80. letech se výzkum ústavu soustředil na pyramidový komplex panovníka Raneferrefa a na doposud anonymní pyramidy L XXIV a L XXV, které zřejmě patřily královnám 5. dynastie. V chrámu faraona Raneferrefa byly nalezeny papyrové soubory s administrativními texty z doby provozu chrámu, královské sochy, dřevěné sochy zajatců, otisky pečetí a hmotný inventář chrámu. Výzkum jeho Nedokončené pyramidy a pohřební komory, který poskytl informace o stavbě této pyramidy byl dokončen v roce 1998. V roce 1995 byl dokončen výzkum pyramidy č. L XXIV.
Druhým dlouhodobým projektem je výzkum soukromých hřbitovů úředníků a kněží z období Staré říše. První zkoumané pohřebiště se nacházelo na Východním sektoru a patřilo členům královské rodiny faraona Džedkarea Isesiho z konce 5. dynastie. ČEgÚ zde zkoumal mastabu princezny Chekeretnebti, dcery Džedkarea Isesiho, mastabu prince Neserkasuhora, písaře Idua a jeho manželky Chenut a mastabu správce královského paláce Mernefua. Později zde byla nalezena hrobka paní Nebtiemneferes, princezny Hedžetnebu a bezejmenná mastaba „L“.
Na počátku 90. let byla v oblasti Jižního Abúsíru objevena další pohřebiště z 4. až 6. dynastie. Nejvýznamnějšími nálezy jsou hrobka velmože Iteje, který byl správcem královských sýpek na počátku 4. dynastie, písaře z počátku 5. dynastie Kaapera a vezíra Kara s rodinou ze 6. dynastie. Nalezeno bylo také pohřebiště kněží rané 6. dynastie nacházející se v okolí hrobky Fetektiho.
Třetím dlouhodobým projektem je výzkum sajsko-perského pohřebiště v Západním sektoru. Bylo zde objeveno nejméně šest šachtových hrobů. První zkoumanou hrobkou byl hrob generála Udžahorresneta, který svou zradou umožnil dobytí Egypta Peršany v roce 525 př. n. l. Dalším významnou činností byl výzkum hrobu z 5. století př. n. l. kněze ze sají jménem Iufaa. Podařilo se objevit nepoškozenou pohřební komoru s pohřební komorou ozdobenou Texty pyramid, Texty rakví, Knihy mrtvých a tzv. Knihy dne a noci. V roce 1998 byl vyzvednut zcela neporušený pohřeb Iufaa.

## Další práce
Český egyptologický ústav provádí mimo archeologického výzkumu též stavební rekonstrukce objevených památek. Bylo zrekonstruováno 10 metrů vysoké průčelí Ptahšepsesovy mastaby a nad pohřební komorou Iufaa byla vybudována železobetonová ochranná konstrukce.

## Vedoucí ústavu
- 1958–1960 – František Lexa
- 1960–1971 – Zbyněk Žába
- 1971–1974 – František Váhala
- 1975–2000 – Miroslav Verner (od roku 1981 ředitelem)
- 2000–2005 – Břetislav Vachala
- 2006–2012 – Ladislav Bareš
- 2013–2019 – Miroslav Bárta
- 2019–dosud – Jiří Janák

## Publikace o výzkumu
- Žába Z.: The Rock Inscriptions of Lower Nubia, Czechoslowak Concession, Univerzita Karlova v Praze, Československý egyptologický ústav, Praha 1974 – o skalních nápisech v Núbii
- Verner M.: Some Nubian Petroglyphs on Czech Concessions. Univerzita Karlova v Praze, Československý egyptologický ústav, Acta Universitatis Carolinae, Philologia Monographia XLV 73, Praha 1973 – o skalním umění v Núbii
- Žába Z., Verner M.: Preliminary Report on Czechoslovak Excavations in Mastaba of Ptahshepses at Abusir. Univerzita Karlova v Praze, Československý egyptologický ústav, Praha 1976 – o výzkumu Ptahšepsesovy mastaby
- Charvát P.: The Mastaba of Ptahshepses. The Pottery (Czechoslovak Excavations at Abusir). Univerzita Karlova v Praze, Praha 1981 – nálezy keramiky v ptahšepsesově mastabě
- Strouhal E.: Wadi Qitna and Kalabsha South 1: The Archaeology. Univerzita Karlova v Praze, Filozofická fakulta, Český egyptologický ústav, Praha 1984 – výzkum ve Wádí Quitna a v okolí Kalábše
- Verner M.: Unearthing Ancient Egypt (Objevování starého Egypta) 1958–1988. Univerzita Karlova v Praze, Filozofická fakulta, Český egyptologický ústav, Praha 1990 – výzkum Československého egyptologického ústavu v letech 1958 až 1988
- Verner M.: Abusir I. The Mastaba of Ptahshepses: Reliefs, sv. I-II. Univerzita Karlova v Praze, Praha 1982 – reliéfy nacházející se v Ptahšepsesově mastabě
- B. Vachala: 77 zajímavostí ze starého Egypta, Praha 1989, str. 100–126 – o výzkumu ve východní části Abúsíru
- Verner M.: Abusir II. Baugraffiti der Ptahschepses Mastaba. Univerzita Karlova, Filozofická fakulta, Český egyptologický ústav, Praha 1992 – stavební graffiti nacházející se v Ptahšepsesově mastabě
- Verner M.: Abusir III. The Pyramid Complex of Khentkaus. Univerzita Karlova v Praze – Academia, Praha 1995 – monografie o pohřebním komplexu královny Chentkaus II.
- Verner M.: Ztracené pyramidy, zapomenutí faraoni. Abúsír, Academia, Praha 1994, 243 s., ISBN 80-200-0507-2 – shrnutí činnosti ústavu na pyramidovém poli v Abúsíru do poloviny 90. let
- Bareš L.: Abusir IV. The Shaft Tomb of Udjahorresnet. Univerzita Karlova v Praze, Karolinum, Praha 1999 – výzkum šachtového hrobu Udžahorresneta
- Verner M., Callender Vivienne G.: Abusir VI. Djedkare’s Family Cemetery. Univerzita Karlova, Filozofická fakulta, Český egyptologický ústav – Set Out, Praha 2002 – o výzkumu pohřebního komplexu faraona Džedkarea Isesiho a jeho rodiny
- Verner M.: Abusir IX: The Pyramid Complex of Raneferef, I: The Archaeology. Český egyptologický ústav, Praha 2006 – o výzkumu pyramidového komplexu faraona Ranefera
- Verner M., Bareš L., Vachala B.: Ilustrovaná encyklopedie starého Egypta, Karolinum, Praha 1997, 487 s., ISBN 80-7184-446-2 – činnost ústavu na pyramidovém poli v Abúsíru
- Verner M.: Objevování starého Egypta, Paseka, Praha – Litomyšl 2008, 408 s., ISBN 978-80-7185-896-6. – výzkum Československého a Českého egyptologického ústavu v letech 1958 až 2008
- Verner, Miroslav. Abúsír. V srdci pyramidových polí. Praha: Academia, 2017. ISBN 978-80-200-2700-9